# Okresy v Rakousku
Okresy v Rakousku jsou spolu se statutárními městy nižší administrativní jednotkou v Rakousku.
S výjimkou Vídně, která se člení na 23 samosprávných městských okresů, se jednotlivé rakouské spolkové země člení na okresy a statutární města.

Okresy v Rakousku

## Seznam okresů a statutárních měst v Rakousku
| Spolková země | Statutární města                                                  | Okresy |
| ------------- | ----------------------------------------------------------------- | --- |
| Burgenland    | Eisenstadt • Rust                                                 | Eisenstadt-okolí • Güssing • Jennersdorf • Mattersburg • Neusiedl am See • Oberpullendorf • Oberwart |
| Dolní Rakousy | Kremže • St. Pölten • Vídeňské Nové Město • Waidhofen an der Ybbs | Amstetten • Baden • Bruck an der Leitha • Gänserndorf • Gmünd • Hollabrunn • Horn • Korneuburg • Kremže • Lilienfeld • Melk • Mistelbach • Mödling • Neunkirchen • St. Pölten • Scheibbs • Tulln • Vídeňské Nové Město • Waidhofen an der Thaya • Zwettl |
| Horní Rakousy | Linec • Steyr • Wels                                              | Braunau • Eferding • Freistadt • Gmunden • Grieskirchen • Kirchdorf • Linec-venkov • Perg • Ried • Rohrbach • Schärding • Steyr-venkov • Urfahr-okolí • Vöcklabruck • Wels-venkov                                                                        |
| Korutany      | Klagenfurt am Wörthersee • Villach                                | Feldkirchen • Hermagor • Klagenfurt-venkov • St. Veit an der Glan • Spittal an der Drau • Villach-venkov • Völkermarkt • Wolfsberg |
| Salcbursko    | Salcburk                                                          | Hallein • Salcburk-okolí • St. Johann im Pongau • Tamsweg • Zell am See |
| Štýrsko       | Štýrský Hradec                                                    | Bruck-Mürzzuschlag • Deutschlandsberg • Hartberg-Fürstenfeld • Jihovýchodní Štýrsko • Leibnitz • Leoben • Liezen • Murau • Murtal • Štýrský Hradec-okolí • Voitsberg • Weiz                                                                              |
| Tyrolsko      | Innsbruck                                                         | Imst • Innsbruck-venkov • Kitzbühel • Kufstein • Landeck • Lienz • Reutte • Schwaz |
| Vorarlbersko  | –                                                                 | Bludenz • Bregenz • Dornbirn • Feldkirch |